# Кристина Пајкић
Кристина Пајкић (Шабац, 18. септембра 1990) српска је позоришна, телевизијска и филмска глумица.

## Глумачка каријера
Кристина Пајкић рођена је у Шапцу, 18. септембра 1990. Са шест година почела је да увежбава латиноамеричке плесове. На сцени Шабачког позоришта први пут се појавила у мјузиклу који је организовао плесни клуб у ком је наступала, након годину дана чланства. Похађала је часове глуме независне драмске асоцијације „Весело мајмунче“. Своју прву професионалну позоришну улогу остварила је као ученица треће године средње школе, у комаду Ко се боји Вирџиније Вулф Едварда Олбија, у режији Страхиње Родића, која је премијерно изведена 10. априла 2008. Касније, током студија, Кристина је играла у још неколико представа тог театра. Дипломирала је на одсеку за Драмску и филмску уметност Слобомир П Универзитета, у Бијељини, у класи професора Југа Радивојевића, након чега је уписала мастер студије на Академији драмских уметности у Тузли, које је завршила у класи Влада Керошевића. Прву улогу по окончању основних студија остварила је у представи Рабле, врлина, грех, у режији Владимира Лазића. Нешто касније, наредне године, Кристина је за представу Тектоника осећања, у којој игра лик Елене, у сарадњи са редитељком Андреом Адом Лазић осмислила кореографију. Поред матичног театра, са ансамблом те куће гостовала у позориштима других градова, као и на фестивалима широм Србије. За неке од представа, у којима је Кристина остварила улоге, реализована је екранизација. Своју прву филмску улогу забележила је у документарном пројекту Џејмс Бонд је Србин, Машана Лекића, где је тумачила улогу Герде Саливен. Нешто касније, појавила се у серији Синђелићи, те филмском остварењу Проклети пас из 2017. године, у којима је играла мање улоге. На фестивалу представа за децу професионалних позоришта Србије одржаном у Крушевцу од 8. до 15. новембра 2017. године, Кристина Пајкић добила је признање „Мали Јоаким“, за улогу у комаду Мачак у чизмама. Нешто касније, истог месеца, на Фестивалу праизведби у Алексинцу, Кристини Пајкић додељена је награда за најбољу младу глумицу у представи Рубиште, рађену по тексту Нинослава Ђорђевића, у режији Кокана Младеновића. За исту улогу, Пајкићева је награђена и на фестивалу „Позоришно пролеће“ у Шапцу, док јој је од стране матичног позоришта додељена награда „Борис Ковач“ за 2018. годину, коју је поделила са Софијом Карајић, инспицијентом. Исте године, Кристина је премијерно одиграла представу Претпоследња панда или Статика, у режији Максима Милошевића, рађену према тексту Дина Пешута, која представља приказ сазревања генерација одраслих у време Распада Југославије, њихов однос према животу и борбу са проблемима. Своју прву запаженију телевизијску улогу, Кристина Пајкић остварила је у серији Истине и лажи, у којој се појавила у улози Саре, ћерке инспектора Марка Гвозденовића, чији лик тумачи Александар Срећковић.

## Улоге

### Позоришне представе
| Наслов                                   | Улога                                      | Редитељ              | Позориште                     | Премијера          |
| ---------------------------------------- | ------------------------------------------ | -------------------- | ----------------------------- | ------------------ |
| Ко се боји Вирџиније Вулф                | Алтер его                                  | Страхиња Родић       | Шабачко позориште             | 10. април 2008.    |
| Пусти ме да сањам                        |                                            | Иван Томашевић       | Шабачко позориште             | 6. октобар 2011.   |
| РАБЛЕ / ВРЛИНА / ГРЕХ                    | Слушкиња, блудница                         | Владимир Лазић       | Шабачко позориште             | 30. април 2013.    |
| Луди од љубави                           |                                            |                      | Шабачко позориште             | 2013.              |
| Тектоника осећања                        | Елена                                      | Андреа Ада Лазић     | Шабачко позориште             | 23. фебруар 2014.  |
| Зима                                     | Сњегоручка                                 | Момчило Миљковић     | Шабачко позориште             | 10. април 2014.    |
| Постмодерни кабаре доброг војника Швејка | Медицинска сестра, Соњечка, Г-ђица Буханек | Александар Лукач     | Шабачко позориште             | 3. мај 2014.       |
| Хајдуци                                  | Перса                                      | Иван Томашевић       | Шабачко позориште             | 3. децембар 2014.  |
| Каинов ожиљак                            | Јунити Митфорд / Ортруд                    | Југ Радивојевић      | Шабачко позориште             | 1. фебруар 2015.   |
| Кидај из моје кухиње                     | Санија                                     | Андреа Ада Лазић     | Шабачко позориште             | 7. април 2015.     |
| Перикле                                  |                                            | Никита Миливојевић   | Шабачко позориште             | 25. јун 2015.      |
| Дејство гама зрака на сабласне невене    | Тили                                       | Љиљана Ивановић      | Шабачко позориште             | 16. јануар 2016.   |
| Ревизор за југоисток                     | Драгица                                    | Марко Торлаковић     | Шабачко позориште             | 17. мај 2016.      |
| Живот је сан                             | Естреља                                    | Александар Лукач     | Шабачко позориште             | 5. октобар 2016.   |
| Један мали сан, један сничак             |                                            | Зоран Карајић        | Шабачко позориште             | 22. децембар 2016. |
| Рубиште                                  | Девојка                                    | Кокан Младеновић     | Шабачко позориште             | 23. мај 2017.      |
| Мата Хари                                | Служавка / Лора / Лажна Мата Хари          | Снежана Удицки       | Шабачко позориште             | 6. октобар 2017.   |
| Мачак у чизмама                          | Принцеза                                   | Стефан Рјадков       | Шабачко позориште             | 3. новембар 2017.  |
| Какав куплерај                           | Лисјена, жена                              | Иван Вуковић         | Шабачко позориште             | 5. април 2018.     |
| Са укусом воћног сладоледа               |                                            | Драган Јовичић Јовић | Позориште Добрица Милутиновић | 17. април 2018.    |
| Претпоследња панда или Статика           | Ана                                        | Максим Милошевић     | Шабачко позориште             | 3. новембар 2018.  |
| Бацачи прстију                           |                                            | Бојан Ђорђев         | Шабачко позориште             | 2. април 2019.     |
| Оливера, кћи Миличина                    | Оливера                                    | Владимир Попадић     | Крушевачко позориште          | 24. јун 2019.      |
| Шумадија                                 |                                            | Маја Пелевић         | Шабачко позориште             | 5. октобар 2019.   |
| Два витеза из Вероне                     | Јулија                                     | Миа Кнежевић         | Шабачко позориште             | 1. фебруар 2020.   |
| Брод љубави                              | Јана                                       | Теа Пухарић          | Изванредно позориште          | 31. март 2020.     |
| На пучини                                | Мали бродоломник                           | Иван Томашевић       | Шабачко позориште             | 30. март 2021.     |
| Пробуди се, Като                         | Катарина, старлета у успону                | Владимир Лазић       | Шабачко позориште             | 18. мај 2021.      |
| Апликација Воланд                        | Анђео                                      | Кокан Младеновић     | Шабачко позориште             | 11. јул 2021.      |
| Гардеробер                               | Ајрин                                      | Миливоје Милојевић   | Шабачко позориште             | 21. децембар 2021. |
| Црвенкапа и драги вук                    | Цеца Празноглавић                          | Миодраг Динуловић    | Шабачко позориште             | 25. фебруар 2022.  |
| Виолина, даире и пегла                   | Наташа                                     | Тијана Васић         | Шабачко позориште             | 12. мај 2022.      |

### Филмографија
| Год.         | Назив                              | Улога            |
| ------------ | ---------------------------------- | ---------------- |
| 2010-е       |                                    |                  |
| 2016.        | Џејмс Бонд је Србин (документарни) | Герда Саливен    |
| 2016.        | Синђелићи (серија)                 | водитељка Жужи   |
| 2017.        | Проклети пас                       | курва 2          |
| 2018 — 2019. | Истине и лажи (серија)             | Сара Гвозденовић |
| 2019.        | Ургентни центар (серија)           | продавачица      |
| 2019.        | Петак 13. II                       | Борка            |
| 2020-е       |                                    |                  |
| 2022.        | Воља синовљева                     |                  |

## Награде и признања
- Признање „Мали Јоаким“, на Фестивалу представа за децу професионалних позоришта Србије у Крушевцу 2017, за улогу у представи Мачак у чизмама.[12]
- Награда „Душан Дука Јовановић“ за најбољу младу глумицу у представи Рубиште на „Фестивалу праизведби“ у Алексинцу, 2017.[13][14][15]
- Награда „Залог за будућност“ за најбољу младу глумицу у представи Рубиште на „Позоришном пролећу“ у Шапцу, 2018.[17]
- Признање „Борис Ковач“, Шабачког позоришта, за 2018. годину.[18]